# Fuchsia coccinea
Fuchsia coccinea là một loài thực vật có hoa trong họ Anh thảo chiều. Loài này được Aiton mô tả khoa học đầu tiên năm 1789.

## Hình ảnh

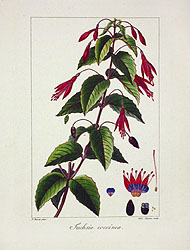